# Aksu (thành phố cấp huyện)
Aksu (Tiếng Hoa: Akesu, chữ Hán giản thể: 阿克苏, âm Hán Việt: A Khắc Tô) là một thành phố cấp huyện thuộc địa khu Aksu, Tân Cương, Cộng hòa Nhân dân Trung Hoa. Thành phố này có diện tích 14.668 ki-lô-mét vuông, dân số năm 2002 là 560.000, trong đó người Hán chiếm 60,06%, người Uyghur 38,07%, người Hồi chiếm 0,72%. Thời nhà Hán, xứ này là lãnh thổ của Vương quốc Gumo. Thời nhà Đường gọi là nước Gumo (Cô Mặc Quốc). Năm 1913 lập huyện Aksu, năm 1983 lập thành phố.
Mã số bưu chính của thành phố Aksu là 843000, mã vùng điện thoại là 0997.